# Hamengkubuwana VIII
Hamengkubuwana VIII, także Hamengkubuwono VIII (ur. 3 marca 1880 w Yogyakarcie, zm. 22 października 1939 tamże) – ósmy sułtan Yogyakarty w latach 1921–1939. Syn i następca sułtana Hamengkubuwana VII, ojciec i poprzednik sułtana Hamengkubuwana IX. Wstąpił na tron 8 lutego 1921, po abdykacji swojego ojca (29 stycznia 1921). 

## Odznaczenia
- Wielki Oficer Orderu Leopolda II (Belgia)
- Krzyż Wielki Orderu Gwiazdy Czarnej (Benin)
- Krzyż Wielki Orderu Oranje-Nassau (1937, Holandia)
- Komandor Orderu Lwa Niderlandzkiego (1926, Holandia)
- Krzyż Wielki Orderu Królewskiego Kambodży (Kambodża)
- Wielki Oficer Orderu Miliona Słoni i Białego Parasola (Laos)
- Krzyż Wielki Orderu Korony Wendyjskiej (Meklemburgia)
- Komandor I Klasy Orderu Królewskiego Wazów (Szwecja)
- Komandor Wielki Orderu Korony Syjamu (1929, Tajlandia)
- Krzyż Wielki Orderu Smoka Annamu (Wietnam)